# Karl von Dörnberg (Verwaltungsjurist, 1854)
Freiherr Karl von Dörnberg (* 21. Oktober 1854 in Paris; † 15. Februar 1891 in Sankt Petersburg) war ein deutscher Verwaltungsbeamter und Diplomat.

## Leben
Karl von Dörnberg wurde geboren als Sohn des Kurfürstlichen hessischen Bundestagsgesandten Philipp von Dörnberg (* 12. August 1818; † 29. Januar 1881) und der Hyma geb. Gräfin Knyphausen (* 12. August 1824; † 5. Mai 1860). Sein Onkel war der Großgrundbesitzer und Politiker Edzard zu Innhausen und Knyphausen. 
Nach dem Besuch des Gymnasiums in Wernigerode studierte er an der Kaiser-Wilhelms-Universität Straßburg, der Alma Mater Lipsiensis und der Rheinischen Friedrich-Wilhelms-Universität Bonn Rechtswissenschaften. Er wurde Mitglied des Corps Misnia Leipzig und 1873 des Corps Borussia Bonn. Nach dem Studium trat er in den preußischen Staatsdienst ein. Von 1882 bis 1885 war er Landrat des Landkreises Waldenburg, Provinz Schlesien. Er wechselte in den diplomatischen Dienst und wurde Legationsrat bei der deutschen Gesandtschaft in Tokio. Er starb in Sankt Petersburg.